# Anilios waitii
Anilios waitii (лат.) — вид пресмыкающихся из семейства слепозмеек, названный в честь британского и австралийского учёного Эдгара Р. Уэйте. Эндемик Западной Австралии. 

## Внешний вид
Длина взрослых особей может достигать до 60 см, в среднем около 35 см. Морда сверху имеет трёхлопастную форму, сильно угловатая при виде сбоку. Носовая щель проходит от второго верхнегубного щитка, обычно не видна сверху и разделяет носовой щиток не полностью. Межчелюстной щиток широкоовальный, наибольшей ширины достигает в передней части. Вокруг середины тела 20 чешуй. Тело сверху фиолетово-коричневое, снизу беловатое.

## Распространение и образ жизни
Встречается на песчаных и суглинистых почвах в кустарниковых и травянистых сообществах на юге и в центральной части Западной Австралии. Ведёт роющий образ жизни, питается муравьями и термитами.

## Угрозы и охрана
По данным Международного союза охраны природы вид широко распространён, и серьёзные угрозы для его численности отсутствуют, в связи с чем его отнесли к категории видов, вызывающих наименьшие опасения.

## Систематика
При первом описании данного вида Буленджер отнёс его к роду Typhlops. Гарольд Коггер в работе 1983 года переклассифицировал этот вид, отнеся его к роду Ramphotyphlops.